# Bowie (Arizona)
Bowie es un lugar designado por el censo (en inglés, census-designated place, CDP) situado en el condado de Cochise, Arizona, Estados Unidos. Según el censo de 2020, tiene una población de 406 habitantes.

## Geografía
La localidad está ubicada en las coordenadas 32°19′30″N 109°29′04″O / 32.32500, -109.48444 (32.32488, -109.484456).  Según la Oficina del Censo, tiene una superficie de 4.42 km², correspondientes en su totalidad a tierra firme.

## Demografía
Según el censo de 2020, hay 406 personas residiendo en la localidad. La densidad de población es de 91.86 hab./km². El 45.57% de los habitantes son blancos, el 0.49% son afroamericanos, el 0.99% son amerindios, el 0.99% son asiáticos, el 25.86% son de otras razas y el 26.11% son de una mezcla de razas. Del total de la población, el 64.78% son hispanos o latinos de cualquier raza.